# Vehicul electric reîncărcabil
Un vehicul electric reîncărcabil (în engleză plug-in electric vehicle – PEV) este orice vehicul care poate fi reîncărcat dintr-o sursă externă de energie electrică, cum ar fi prizele de perete, iar energia stocată în bateriile reîncărcabile acționează sau contribuie la antrenarea roților. PEV este un subtip de vehicule electrice care cuprinde vehiculele cu baterii (BEV) și vehiculele hibride reîncărcabile (PHEV). În China, vehiculele electrice reîncărcabile sunt numite vehicule energetice noi (NEV). Vânzările primului PEV de producție în masă de către producătorii de mașini mari au început la sfârșitul lunii decembrie 2010, odată cu introducerea Nissan Leaf complet electric și hibridul reîncărcabil Chevrolet Volt.
Mașinile reîncărcabile prezintă mai multe avantaje în comparație cu vehiculele convenționale cu motoare cu ardere internă. Acestea au costuri de exploatare și întreținere mai mici și produc o poluare a aerului locală mică sau deloc. Acestea reduc dependența de petrol și pot reduce semnificativ emisiile de gaze cu efect de seră, în funcție de sursa de electricitate, deoarece motoarele sunt de obicei mult mai eficiente decât motoarele cu ardere internă. Vehiculul hibrid reîncărcabil are majoritatea acestor beneficii atunci când funcționează în regim complet electric.
Vânzările globale cumulate de autovehicule electrice de legătură cu autostrăzi și vehicule utilitare ușoare au fost de 1 milion de unități în septembrie 2015, 2 milioane în decembrie 2016, 3 milioane în noiembrie 2017, și 5 milioane în decembrie 2018. În ciuda creșterii rapide, până în decembrie 2018 raportul de autovehicule reîncărcabile a reprezentat pe drumurile lumii aproape 1 din 250 de vehicule. Începând cu decembrie 2018, Nissan Leaf este cea mai vândută mașină din lume integral electrică pentru circulația pe autostradă, cu vânzări la nivel mondial de la înființarea a peste 380 000 de unități, urmată de Tesla Model S cu 263 500 de unități.
Începând cu decembrie 2018, China are cel mai mare stoc din lume de autoturisme și utilitare mici care satisfac prevederile legale, cu vânzări cumulate de 2,2 milioane de autovehicule electrice reîncărcabile. Până la 1 iunie 2018 în Europa au fost înmatriculate peste 1 milion de autoturisme electrice și utilitate mici, cu 176 de unități înmatriculate în Europa. Vânzările cumulate în SUA au totalizat peste 1,1 milioane de autoturisme reîncărcabile la sfârșitul anului 2018. În octombrie 2018, Norvegia a devenit prima țară în care 1 din 10 autoturisme înmatriculate este un vehicul electric reîncărcabil.

## Legături externe
- Application of Life-Cycle Assessment to Nanoscale Technology: Lithium-ion Batteries for Electric Vehicles, U.S. Environmental Protection Agency, April 2013.
- Clean Vehicle Rebate Project website Arhivat în 2 aprilie 2010, la Wayback Machine.
- Competitive Electric Town Transport, Institute of Transport Economics (TØI), Oslo, August 2015.
- Cradle-to-Grave Lifecycle Analysis of U.S. Light-Duty Vehicle-Fuel Pathways: A Greenhouse Gas Emissions and Economic Assessment of Current (2015) and Future (2025–2030) Technologies Arhivat în 12 august 2020, la Wayback Machine. (includes BEVs and PHEVs), Argonne National Laboratory, June 2016.
- Driving Electrification – A Global Comparison of Fiscal Incentive Policy for Electric Vehicles, International Council on Clean Transportation, May 2014.
- Effects of Regional Temperature on Electric Vehicle Efficiency, Range, and Emissions in the United States, Tugce Yuksel and Jeremy Michalek, Carnegie Mellon University. 2015
- eGallon Calculator: Compare the costs of driving with electricity, U.S. Department of Energy
- Electric Vehicle Timeline: Electric Cars, Plug-In Hybrids, and Fuel Cell Vehicles (1900–2014), Union of Concerned Scientists
- EV Everywhere Grand Challenge Blueprint, U.S. Department of Energy, January 2013.
- From Fiction to Reality: The Evolution of Electric Vehicles 2013 – 2015, JATO Dynamics, November 2015.
- Global EV Outlook 2013– Understanding the Electric Vehicle Landscape to 2020 Arhivat în 23 aprilie 2013, la Wayback Machine., International Energy Agency (IEA), April 2013
- Hybrid and Electric Vehicles – The Electric Drive Gains Traction Arhivat în 26 februarie 2021, la Wayback Machine., IA-HEV, International Energy Agency (IEA), May 2013
- Influence of driving patterns on life cycle cost and emissions of hybrid and plug-in electric vehicle powertrains, Carnegie MellonVehicle Electrification Group
- Modernizing vehicle regulations for electrification, International Council on Clean Transportation, October 2018.
- NHTSA Interim Guidance Electric and Hybrid Electric Vehicles Equipped with High Voltage Batteries – Vehicle Owner/General Public Arhivat în 9 decembrie 2013, la Wayback Machine.
- NHTSA Interim Guidance Electric and Hybrid Electric Vehicles Equipped with High Voltage Batteries – Law Enforcement/Emergency Medical Services/Fire Department Arhivat în 9 decembrie 2013, la Wayback Machine.
- New Energy Tax Credits for Electric Vehicles purchased in 2009
- Overview of Tax Incentives for Electrically Chargeable Vehicles in the E.U.
- PEVs Frequently Asked Questions
- Plug-in Electric Vehicles: Challenges and Opportunities, American Council for an Energy-Efficient Economy, June 2013
- Powering Ahead – The future of low-carbon cars and fuels, the RAC Foundation and UK Petroleum Industry Association, April 2013.
- Plugging In: A Consumer's Guide to the Electric Vehicle Electric Power Research Institute
- Plug-in America website
- Plug-in Cars website
- Plug-in Electric Vehicle Deployment in the Northeast Georgetown Climate Center
- Plug-In Electric Vehicles: A Case Study of Seven Markets (Norway, Netherlands, California, United States, France, Japan, and Germany), UC Davis, October 2014.
- Plug-in Tracker: A comprehensive list of highway-capable PEVs (cars and trucks, 2- and 3-wheeled and commercial vehicles) Arhivat în 6 august 2018, la Wayback Machine.
- Plug-in List of Registered Charging Stations in the USA
- RechargeIT plug-in driving experiment (Google.org)
- Shades of Green – Electric Car's Carbon Emissions Around the Globe, Shrink that Footprint, February 2013.
- State of the Plug-in Electric Vehicle Market Arhivat în 28 ianuarie 2016, la Wayback Machine., Electrification Coalition, July 2013.
- The Great Debate – All-Electric Cars vs. Plug-In Hybrids, April 2014
- UK Plug-in Car Grant website
- Transport Action Plan: Urban Electric Mobility Initiative, United Nations, Climate Summit 2014, September 2014
- U.S. Federal & State Incentives & Laws
- U.S. State and Federal Incentives for EVs, PHEVs and Charge Stations Arhivat în 27 iulie 2011, la Wayback Machine.
- US Tax Incentives for Plug-in Hybrids and Electric Cars
- Will Electric Cars Transform the U.S. Vehicle Market? Belfer Center, Harvard University Arhivat în 1 august 2011, la Wayback Machine.